# Kiara (Cilamaya Kulon)
Kiara is een bestuurslaag in het regentschap Karawang van de provincie West-Java, Indonesië. Kiara telt 5470 inwoners (volkstelling 2010).